# Іоанн I Дука
Іоанн I Дука (грец. Ιωάννης Α' Δούκας; бл. 1240–3 листопада 1289) — володар Фессалії в 1268—1289 роках.

## Життєпис
Походив з династії Комнін Дук, гілки династії Ангелів. Позашлюбний син Михайла II Комнін Дуки, деспота Епіра, від його коханки з роду Гангренос. Замолоду призначається намісником Фессалії. В цей час оженився з дочкою вождя влахів. У 1259 році брав участь в битві в Пелагонії на боці Нікейської імперії проти коаліції на чолі із Вільгельмом II, князем Ахейським. Після вступу у війну з нікейським імператором Епірського деспотату, перейшов на бік останнього.
У 1268 році після смерті Михайла II успадкував Фессалію і володіння в Центральній Греції, якими став керував з міста Нові Патри (сучасне місто Іпаті). Невдовзі підтримав намір Карла I, короля Сицилії щодо відновлення Латинської імперії.
У 1272 році уклав союз з Візантійською імперією, який він закріпив шлюбом своєї доньки з небожем імператора Михайла VIII. Натомість отримав від останнього титул севастократора. Разом з тим залишився політичним суперником Візантії. Тому імператор в 1273 і 1275 роках відправляв свої війська на підкорення Фессалії. Але Іоанн I відбив усі напади. Уклав союзи з Епіром, Сербією та Болгарією, спрямовані проти Візантії.
У 1277 році скликав церковний синод в Фессалії, на якому противники Ліонської унії, вислані з Візантії, відлучили від церкви візантійського імператора Михайла VIII і константинопольського патріарха Іоанна XI. У відповідь візантійці почали новий наступ на Фессалію. У битві біля Фарсала війська Іоанна I завдали супротивникові поразки.
Незабаром на запрошення імператора до Фессалії вдерлися загони Ногайської орди. Не вступаючи в великі битви з військами Іоанна I вони сплюндрували його володіння.
У 1282 році почалося відновлення дружніх відносин з новим імператором Андроніком II. 1284 року зведений брат Іоанна I — Никифор I, деспот Епіру, запросив до себе сина Іоанна — Михайла — для одруження зі своєю  дочкою. Але після прибуття до Яніни того було схоплено і відправлено під охороною до Константинополя. У відповідь Іоанн I почав війну проти Візантії і Епіру. 
Захопивши кілька прибережних фортець в Епірі в 1289 році, він помер. Владу успадкував його другий син Костянтин.

## Родина
Дружина — Гіпомона, донька Тарона, вождя (воєводи) влахів
Діти:
- Михайло
- Костянтин (д/н—1303)
- Феодор (д/н—1300)
- Олена Ангеліна (д/н—після 1290), дружина: 1) Вільгельма I де ла Рош, герцога Афінського; 2) Гуго де Брієнна, графа Лечче
- Олена Дукіня (д/н—1283), дружина Стефана Уроша II, короля Сербії
- донька, дружина Андроніка Тарханіота, небожа Михайла VIII, візантійського імператора
- донька